# Saint-Pierre-d’Aubézies
Saint-Pierre-d’Aubézies település Franciaországban, Gers megyében. Lakosainak száma 59 fő (2022. január 1.). Saint-Pierre-d’Aubézies Castelnavet, Couloumé-Mondebat, Lupiac, Peyrusse-Grande és Peyrusse-Vieille községekkel határos.

## Népesség
A település népessége az elmúlt években az alábbi módon változott:
| Lakosok száma | 108  | 93   | 85   | 76   | 73   | 76   | 67   | 61   | 60   | 59   |
|               | 1968 | 1982 | 1990 | 2006 | 2013 | 2015 | 2017 | 2019 | 2020 | 2022 |